# دان أوكونور
دان أوكونور هو مستكشف وسياسي كندي، ولد في 31 يناير 1864 في بيمبروك في كندا، وتوفي في 30 مارس 1933 في تيمينز في كندا بسبب ذات الرئة القصبية.